# Walenty Niedziałkowski
Walenty Niedziałkowski herbu Rawicz – sędzia ziemski nurski w 1632 roku, starosta wyszogrodzki w 1616 roku.
Żonaty z Zofią Górską, miał synów: Ignacego, Jana, Krzysztofa, Pawła i Wojciecha.
Elektor Władysława IV Wazy z ziemi nurskiej w 1632 roku.